# David Mulligan
David Mulligan (* 24. März 1982 in Fazakerley, Liverpool, England) ist ein ehemaliger neuseeländischer Fußballspieler.

## Vereinskarriere
Mulligan spielte 1998 in Frankreich für eine neuseeländische U-16-Auswahl, als er und sein Mannschaftskamerad Rory Fallon einem Scout des FC Barnsley auffielen, und in die Jugendakademie des Klubs geholt wurden. 2000 rückte er in den Profibereich des englischen Zweitligisten auf. Nach drei Jahren und dem zwischenzeitlichen Abstieg in die dritte Spielklasse verlängerte der Klub im Oktober 2003 nach finanziellen Problemen seinen Vertrag nicht mehr. Mulligan fand im Februar 2004 mit den Doncaster Rovers einen neuen Verein, bei dem er sich nach seiner Verpflichtung rasch etablierte und am Saisonende als Viertligameister in die dritte Liga aufstieg. Im Sommer 2006 wechselte er zum Drittligakonkurrenten Scunthorpe United. Während er in seiner ersten Saison bei Scunthorpe noch regelmäßig zum Einsatz kam und der Aufstieg in die Football League Championship gelang, spielte er in der folgenden Saison unter Nigel Adkins keine Rolle mehr.
Ende August 2007 wurde er zunächst für einen Monat an den Viertligisten Grimsby Town  verliehen bevor sich der Drittligist Port Vale Anfang Januar zur Übernahme seines bis Saisonende laufenden Vertrages bereiterklärte. Nach Ablauf seines Kontrakts unterschrieb er im Sommer 2008 beim neuseeländischen Klub Wellington Phoenix einen Zwei-Jahres-Vertrag. Nach Stationen in Neuseeland bei Auckland City FC, Waitakere United, Hawke’s Bay United und Waitakere United beendete er 2015 seine Karriere.

## Nationalmannschaft
Mulligan gehörte 1999 zum neuseeländischen U-17-Aufgebot bei der U-17-Weltmeisterschaft im eigenen Land. Er kam in zwei von drei Gruppenspielen zum Einsatz, bei der 1:2-Niederlage gegen die USA gelang ihm der zwischenzeitliche Führungstreffer. In der Folgezeit spielte Mulligan auch in der U-20 und U-23-Auswahl, bevor er 2002 gegen Estland sein Länderspieldebüt in der neuseeländischen A-Nationalmannschaft gab. 2002 wurde er zudem zu Neuseelands International Young Player gewählt.
2003 gehörte er zum Aufgebot Neuseelands beim Konföderationen-Pokal, kam beim Vorrundenaus aber nicht zum Einsatz. In der Qualifikation zur Weltmeisterschaft 2010 gelangen Mulligan innerhalb von vier Tagen in den beiden Spielen gegen Vanuatu seine bislang einzigen Länderspieltreffer. Mit dem Sieg der ozeanischen Qualifikationsrunde gewann man zugleich den OFC-Nationen-Pokal 2008 und qualifizierte sich für den Konföderationen-Pokal 2009, bei dem Mulligan ebenfalls zum Aufgebot gehörte.